# Entosthodon obtuso-apiculatus
Entosthodon obtuso-apiculatus är en bladmossart som beskrevs av C. Müller 1900. Entosthodon obtuso-apiculatus ingår i släktet koppmossor, och familjen Funariaceae. Inga underarter finns listade i Catalogue of Life.